# Паршаков, Юрий Николаевич
Юрий Николаевич Паршаков — российский партийный и государственный деятель.

## Биография
В 1958—1960 гг. работал слесарем на Среднеуральском медеплавильном заводе. В 1966 г. окончил Свердловский горный институт им. В. В. Вахрушева. В 1966—1975 гг. — инженер-геолог, геолог, старший геолог, начальник партии в различных геологоразведочных партиях в Новосибирске, Ессентуках, Закавказье, Костроме, Иваново. В 1975—1987 гг. — главный специалист, а в 1987—1994 гг. — главный инженер ИвановТИСИЗ. В начале 1990-х был координатором Ивановской областной организации ЛДПР. Параллельно Паршаков работал помощником депутата Государственной Думы первого созыва.
В октябре 1995 года был включен в качестве кандидата в общефедеральный список избирательного объединения «Либерально-демократическая партия России». В соответствии с результатами голосования по общефедеральному округу был избран Государственной Думы Федерального Собрания РФ второго созыва. Во время своей работы в парламенте входил во фракцию ЛДПР. Паршаков являлся заместителем председателя Комитета по делам ветеранов (председатель подкомитета по социальной защите ветеранов труда).
В своей предвыборной программе выступал за прекращение всякой помощи другим странам, в том числе ближнего зарубежья, за борьбу с преступностью, за унитарное губернское государство Россия, за прекращение конверсии ВПК.
Награждён медалью «Ветеран труда». Увлекается шахматами. Женат, имеет двух дочерей.